# Mors Principium Est
Mors Principium Est (latin: döden är början) är ett finskt melodisk dödsmetal-band med symfoniska och industriella element från staden Björneborg.

## Medlemmar
Nuvarande medlemmar
- Jarkko Kokko – gitarr (1999–2009, 2021– )
- Jori Haukio – gitarr, programmering (1999–2006, 2021– ), sång (1999–2000)
- Ville Viljanen – sång (2000– )
- Teemu Heinola – basgitarr (2001–2020, 2021– )
- Marko Tommila – trummor (2021– )

Tidigare medlemmar
- Mikko Sipola – trummor (1999–2017)
- Toni Nummelin – keyboard (1999–2004)
- Joona Kukkola – keyboard (2004–2007)
- Tomy Laisto – leadgitarr (2007-2011)
- Karri Kuisma – rytmgitarr (2007–2008)
- Tom "Tomma" Gardiner – rytmgitarr (2008–2009)
- Kalle Aaltonen – rytmgitarr (2009–2011)
- Andy Gillion – leadgitarr, piano, programmering (2011–2021)
- Andhe Chandler – rytmgitarr, sång (2011–2014)
- Kevin Verlay – rytmgitarr (2014–2015)

## Diskografi
Studioalbum
- Inhumanity (2003)
- The Unborn (2005)
- Liberation = Termination (2007)
- ...and Death Said Live (2012)
- Dawn of the 5th Era (2014)
- Embers of a Dying World (2017)
- Seven (2020)
- Liberate the Unborn Inhumanity (2022)
- Darkness Invisible (2025)

Singlar
- "Monster in Me" (2015)
- "Livin' La Vida Loca" (2016)
- "Reclaim the Sun" (2016)
- "Apprentice of Death" (2017)
- "A Day for Redemption" (2020)
- "Lost in a Starless Aeon" (2020)
- "My Home, My Grave" (2020)
- "Valley of Sacrifice, Pt. 1" (2022)
- "The Lust Called Knowledge" (2022)
- "Of Death" (2025)

Demo
- Before Birth (2000)
- Valley of Sacrifice (2001)
- Third Arrival (2002)